# Rzecznik Dyscyplinarny Sędziów Sądów Powszechnych
Rzecznik Dyscyplinarny Sędziów Sądów Powszechnych wraz z dwoma Zastępcami Rzecznika Dyscyplinarnego Sędziów Sądów Powszechnych – organy państwa biorące udział w postępowaniu dyscyplinarnym sędziów i asesorów sądowych jako oskarżyciele przed sądem dyscyplinarnym w sprawach sędziów sądów apelacyjnych, prezesów i wiceprezesów sądów apelacyjnych i sądów okręgowych.
Obsługę administracyjną Rzecznika Dyscyplinarnego Sędziów Sądów Powszechnych i Zastępców Rzecznika Dyscyplinarnego Sędziów Sądów Powszechnych zapewnia Krajowa Rada Sądownictwa przez utworzenie odrębnej komórki organizacyjnej w Biurze Krajowej Rady Sądownictwa. Rzecznika Dyscyplinarnego Sędziów Sądów Powszechnych i Zastępców Rzecznika Dyscyplinarnego Sędziów Sądów Powszechnych powołuje Minister Sprawiedliwości na czteroletnią kadencję. Organy zostały ustanowione z dniem 3 kwietnia 2018 przez ustawę z dnia 5 grudnia 2017 r. o Sądzie Najwyższym (Dz.U. z 2024 r. poz. 622) nowelizującą ustawę z dnia 27 lipca 2001 r. – Prawo o ustroju sądów powszechnych.
Rzecznik Dyscyplinarny Sędziów Sądów Powszechnych powołuje zastępców rzecznika dyscyplinarnego działających przy sądach apelacyjnych i sądach okręgowych spośród 3 kandydatów przedstawionych – odpowiednio – przez zgromadzenie ogólne sędziów apelacji lub zgromadzenie ogólne sędziów okręgu.
Rzecznik Dyscyplinarny Sędziów Sądów Powszechnych i Zastępca Rzecznika Dyscyplinarnego Sędziów Sądów Powszechnych może przejąć sprawę prowadzoną przez zastępcę rzecznika dyscyplinarnego działającego przy sądzie okręgowym i przy sądzie apelacyjnym, a także przekazać temu rzecznikowi sprawę do prowadzenia, z tym, że w przypadku zastępcy rzecznika dyscyplinarnego działającego przy sądzie apelacyjnym sprawę może przekazać do prowadzenia lub wyznaczyć do jej prowadzenia innego zastępcę tylko spośród zastępców rzecznika dyscyplinarnego działających przy sądach apelacyjnych.
Rzecznikiem Dyscyplinarnym Sędziów Sądów Powszechnych od 4 czerwca 2018 był Piotr Schab, odwołany 25 kwietnia 2025. Od 18 czerwca 2018 funkcję Zastępców Rzecznika Dyscyplinarnego Sędziów Sądów Powszechnych pełnili Przemysław Radzik i Michał Lasota. Z uwagi na opóźnienia w postępowaniach, bezpodstawne zawieszenia sędziów oraz kontrowersyjne działania związane z Krajową Radą Sądownictwa, Przemysław Radzik został 4 kwietnia 2025 odwołany przez ministra sprawiedliwości Adama Bodnara ze stanowiska Zastępcy Rzecznika Dyscyplinarnego Sędziów Sądów Powszechnych.